# Sportclub Heerenveen (féminines)
Maillots
La section féminine du Sportclub Heerenveen (Frison occidental: SK It Hearrenfean) est un club de football féminin néerlandais situé à Heerenveen, fondé en 2007.

## Histoire
Le club est un pionnier du football professionnel dans le Benelux. Présent lors des cinq saisons jouées d'Eredivisie vrouwen (2007-2012), le SC Heerenveen rejoint la BeNe League dès sa création en 2012. 
Finaliste de la Coupe des Pays-Bas en 2011, la section féminine frôle pourtant la disparition cette année-là. Le club trouve finalement les fonds nécessaires pour pouvoir assurer la continuité de la section.

## Palmarès
- Coupe des Pays-Bas
  - Finaliste en 2011

## Anciennes joueuses
- Lieke Martens a joué une saison au SC Heerenveen avant de rejoindre le VVV Venlo en 2010[2].

- Vivianne Miedema a joué au SC Heerenveen de 2011 à 2014 et est devenue la meilleure buteuse du club[3].

- Shanice van de Sanden a joué au SC Heerenveen durant la saison 2010-2011[4].